# Florence Price
Florence Beatrice Price, de soltera Smith (Rock, 9 de abril de 1887 - [España]], 3 de junio de 1953) fue una compositora clásica, pianista, organista y profesora de música estadounidense. Price es considerada la primera mujer afroamericana en ser reconocida como compositora sinfónica, y la primera en tener una composición interpretada por una orquesta importante.

## Biografía

### Primeros años
Florence Beatrice Smith nació el 9 de abril de 1887 en Little Rock, en Arkansas. Sus padres fueron Florence (Gulliver) y James H. Smith, y tuvo dos hermanos. A pesar de los problemas raciales de la época, su familia era muy respetada y le iba bien dentro de su comunidad. Su padre era dentista y su madre era profesora de música, y fue quien guio la formación musical temprana de Florence. Tuvo su primera interpretación de piano a la edad de cuatro años y publicó su primera composición a la edad de 11.
Cuando tenía 14 años, Florence se había graduado como la mejor estudiante de su clase. Después de la secundaria, se matriculó en el Conservatorio de Música de Nueva Inglaterra en Boston, Massachusetts, con una especialización en piano y órgano. Inicialmente, pasó por mexicana para evitar la discriminación racial contra los afroamericanos, y enumeró su ciudad natal como "Pueblo, Mexico". En el Conservatorio, estudió composición y contrapunto con los compositores George Chadwick y Frederick Converse. También mientras estuvo allí, Smith escribió su primer trío de cuerdas y sinfonía. Se graduó en 1906 con honores y con un diploma de artista en órgano y un certificado de enseñanza.

### Carrera
Smith regresó a Arkansas en 1910. Allí se convirtió en jefa del departamento de música de lo que más tarde sería la Universidad Clark Atlanta, una universidad históricamente negra. En 1912, se casó con el abogado Thomas J. Price, por lo que se mudaron de regreso a Little Rock, Arkansas, donde tenía su consultorio. Después de una serie de incidentes raciales en Little Rock, particularmente el linchamiento de un hombre negro en 1927, la familia Price decidió irse. Como muchas familias negras que vivían en el sur profundo, se mudaron al norte en la Gran Migración para escapar de las leyes de segregación racial de Jim Crow y se establecieron en Chicago, una importante ciudad industrial.
En Chicago, Florence Price comenzó un período nuevo y satisfactorio en su carrera como compositora. Estudió composición, orquestación y órgano con los principales profesores de la ciudad, incluidos Arthur Olaf Andersen, Carl Busch, Wesley La Violette y Leo Sowerby. Publicó cuatro piezas para piano en 1928. Mientras estuvo en Chicago, Price se inscribió en varias ocasiones en el Chicago Musical College, el Chicago Teacher's College, la Universidad de Chicago y el American Conservatory of Music, donde estudió idiomas y materias de artes liberales, así como música. Los problemas financieros y el abuso de su esposo hicieron que Price se divorciara en 1931. Se convirtió en madre soltera de sus dos hijas. Para llegar a fin de mes, trabajó como organista para proyecciones de películas mudas y compuso canciones para anuncios de radio bajo un seudónimo. Durante este tiempo, Price vivió con amigos. Finalmente se mudó con su estudiante y amiga, Margaret Bonds, también pianista y compositora negra. Esta amistad conectó a Price con el escritor Langston Hughes y la contralto Marian Anderson, ambas figuras prominentes en el mundo del arte que ayudaron en el futuro éxito de Price como compositora.
Juntos, Price y Bonds comenzaron a lograr el reconocimiento nacional por sus composiciones e interpretaciones. En 1932, Price y Bonds presentaron composiciones para los premios de la Fundación Wanamaker. Price ganó el primer premio con su Sinfonía en Mi menor y el tercero con su Sonata para piano, lo que le valió un premio de $500 dólares. (Bonds ocupó el primer lugar en la categoría de canciones, con una canción titulada "Sea Ghost".) La Orquesta Sinfónica de Chicago, dirigida por Frederick Stock, estrenó la Sinfonía el 15 de junio de 1933, convirtiendo la pieza de Price en la primera composición de una mujer afroamericana interpretada por una orquesta importante.
Varias otras obras orquestales de Price fueron interpretadas por la WPA Symphony Orchestra de Detroit, la Chicago Women's Symphony y la Women's Symphony Orchestra of Chicago. Price escribió otras obras extensas para orquesta, obras de cámara, canciones de arte, obras para violín, himnos para órgano, piezas para piano, arreglos espirituales, cuatro sinfonías, tres conciertos para piano y un concierto para violín. Algunas de sus obras más populares son: "Three Little Negro Dances", "Songs to a Dark Virgin", "My Soul's Been Anchored in the Lord" para piano u orquesta y voz, y "Moon Bridge". Price hizo un uso considerable de melodías y ritmos afroamericanos característicos en muchas de sus obras. Su Concierto Overture on Negro Spirituals, la Sinfonía en Mi menor y Negro Folksongs in Counterpoint para cuarteto de cuerdas, sirven como excelentes ejemplos de su trabajo idiomático. Price fue incluida en la American Society of Composers, Authors and Publishers en 1940 por su trabajo como compositora. En 1949, Price publicó dos de sus arreglos espirituales, "I Am Bound for the Kingdom" y "I'm Workin 'on My Buildin'", y se los dedicó a Marian Anderson, quien los interpretó con regularidad.

### Vida personal y muerte
En 1912, Price se casó con el abogado Thomas J. Price y regresaron a Arkansas desde Atlanta. Juntos tuvieron dos hijas y un hijo; Florence (m. 1975), Edith y Thomas Jr. Los niños Price se criaron en Chicago. Florence Price se divorció de Thomas Price en enero de 1931 y el 14 de febrero de 1931 se casó con el viudo Pusey Dell Arnett (1875-1957), agente de seguros y exjugador de béisbol de los Chicago Unions, unos trece años mayor que ella. Ella y Arnett se separaron en abril de 1934; aparentemente nunca se divorciaron. El 3 de junio de 1953, Price murió de un derrame cerebral en Chicago, Illinois, a los 66 años.

## Manuscritos descubiertos
Después de su muerte, gran parte de su trabajo se vio ensombrecido por la aparición de nuevos estilos musicales que se ajustaron a los gustos cambiantes de la sociedad moderna. Parte de su trabajo se perdió, pero a medida que más compositoras afroamericanas y mujeres ganaron atención por sus obras, Price también. En 2001, la Women's Philharmonic creó un álbum de algunas de sus composiciones. La pianista Karen Walwyn y The New Black Repertory Ensemble interpretaron el Concerto in One Movement y la Sinfonía en mi menor en diciembre de 2011.
En 2009, se encontró una colección sustancial de sus obras y escritos en una casa en ruinas abandonada en las afueras de St. Anne, Illinois. Estos consistían en docenas de sus partituras, incluidos sus dos conciertos para violín y su cuarta sinfonía. Como dijo Alex Ross en The New Yorker en febrero de 2018, "Price no solo no logró entrar en el canon; una gran cantidad de su música estuvo peligrosamente cerca de la destrucción. Esa casa en ruinas en St. Anne es un poderoso símbolo de cómo un país puede olvidar su historia cultural ".
En noviembre de 2018, la firma de G. Schirmer, con sede en Nueva York, anunció que había adquirido los derechos mundiales exclusivos del catálogo completo de Florence Price.

## Estilo de composición
Aunque su formación estuvo impregnada de la tradición europea, la música de Price consiste principalmente en el idioma estadounidense y revela sus raíces sureñas. Escribió con un estilo vernáculo, utilizando sonidos e ideas que se ajustan a la realidad de la sociedad urbana. Siendo una cristiana comprometida, solía usar la música de la iglesia afroamericana como material para sus arreglos. A instancias de su mentor George Whitefield Chadwick, Price comenzó a incorporar elementos de los espirituales negros, enfatizando el ritmo y la síncopa de estos cantos en lugar de simplemente usar el texto. Sus melodías estaban inspiradas en el blues y mezcladas con técnicas románticas europeas más tradicionales. El tejido de la tradición y el modernismo reflejaba la forma de vida de los afroamericanos en las grandes ciudades en ese momento.

## Legado y honores
En 1964, las Escuelas Públicas de Chicago abrieron la Escuela Primaria Florence B. Price (también conocida como Escuela Primaria Price Lit & Writing ) en 4351 South Drexel Boulevard en el vecindario North Kenwood de Chicago, Illinois en su honor. El alumnado de Price era predominantemente afroamericano. La escuela operó desde 1964 hasta que el distrito escolar decidió eliminarla en 2011 debido al bajo rendimiento académico que finalmente llevó a su cierre en 2013. La escuela albergaba un piano propiedad de Price. El edificio de la escuela alberga una iglesia local desde el 2019. En febrero de 2019, la Universidad de Arkansas Honors College celebró un concierto en honor a Price. En octubre de 2019, el Festival Internacional Florence Price anunció que su reunión inaugural para celebrar la música y el legado de Price se llevaría a cabo en la Escuela de Música de la Universidad de Maryland en agosto de 2020. Del 4 al 8 de enero de 2021, Price fue la compositora de la semana de BBC Radio 3.

## Obra

### Sinfonías
- Sinfonía n.° 1 en mi menor (1931–32); Primer premio en el Concurso Rodman Wanamaker, 1932
- Sinfonía n.° 2 en sol menor (c. 1935)
- Sinfonía n.° 3 en do menor (1938–40)
- Sinfonía n.° 4 en re menor (1945)

### Conciertos
- Concierto para piano en re menor (1932-1934); a menudo conocido como Concierto para piano en un movimiento, aunque la obra está en tres movimientos separados
- Concierto para violín n.° 1 en re mayor (1939)
- Concierto para violín n.° 2 en re menor (1952)
- Rapsodia / Fantasía para piano y orquesta (fecha desconocida, posiblemente incompleta)

### Obras orquestales
- Ethiopia's Shadow in America (1929–32)[32]
- Mississippi River Suite (1934); aunque esté catalogada como "suite", la obra se interpreta en un movimiento continuo a gran escala, en el que se citan varias canciones famosas del río Misisipi, como "Get Down, Moses", "Nobody Knows the Trouble I’ve Seen" y "Deep River".
- Chicago Suite (fecha desconocida)
- Colonial Dance Symphony (fecha desconocida)
- Concierto obertura No. 1 (fecha desconocida); basada en el espiritual "Sinner, Please Don’t Let This Harvest Pass"[33]
- Concierto obertura No. 2 (1943); basado en tres espirituales ("Go Down Moses", "Ev'ry Time I Feel the Spirit", "Nobody Knows the Trouble I've Seen")[34]
- The Oak, poema tonal (1943); a veces llamada Songs of the Oak
- Suite of Negro Dances (interpretada in 1951;[35] versión orquesta de las Three Little Negro Dances para piano, 1933);[36] también conocida como Suite of Dances
- Dances in the Canebrakes (versión orquestal de la pieza para piano homónima, 1953)

### Obra coral
- "The Moon Bridge" (M. R. Gamble), SSA, 1930;
- "The New Moon", SSAA, 2 pf, 1930;
- "The Wind and the Sea" (P. L. Dunbar), SSAATTBB, pf, str qt, 1934;
- "Night" (Bessie Mayle), SSA, pf (1945)[37]
- "Witch of the Meadow" (Gamble), SSA (1947);
- "Sea Gulls", female chorus, fl, cl, vn, va, vc, pf, by 1951;
- "Nature's Magic"
- (Gamble), SSA (1953);
- "Song for Snow" (E. Coatsworth), SATB (1957);
- "Abraham Lincoln walks at midnight" (V. Lindsay), mixed vv, orch, org;
- "After the 1st and 6th Commandments", SATB;
- "Communion Service", F, SATB, org;
- "Nod" (W. de la Mare), TTBB;
- Resignation (Price), SATB;
- "Song of Hope" (Price);
- "Spring Journey", SSA, cuarteto de cuerdas

### Voz y piano
- "Don't You Tell Me No" (Price) (entre 1931 y 1934)
- "Dreamin' Town" (Dunbar), 1934;
- 4 Songs, B-Bar, 1935;
- "My Dream" (Hughes), 1935;
- "Dawn's Awakening" (J. J. Burke), 1936;
- "Songs to the Dark Virgin" (L. Hughes), (1941);
- Monologue for the Working Class (Langston Hughes) (octubre de 1941)
- "Hold Fast to Dreams" (Hughes), 1945;
- "Night" (L. C. Wallace), (1946);
- "Out of the South Blew a Wind" (F.C. Woods), (1946);
- "An April Day" (J. F. Cotter), (1949);
- "The Envious Wren" (A. and P. Carey);
- "Fantasy in Purple" (Hughes);
- "Feet o' Jesus" (Hughes);
- "Forever" (Dunbar);
- "The Glory of the Day was in her Face" (J. W. Johnson);
- "The Heart of a Woman" (G. D. Johnson);
- "Love-in-a-Mist" (Gamble);
- "Nightfall" (Dunbar); "Resignation" (Price), también con arreglos para coro;
- "Song of the Open Road; Sympathy" (Dunbar);
- "To my Little Son" (J. J. Davis);
- "Travel's End" (M. F. Hoisington);
- "Judgement Day" (Hughes)
- "Some o' These Days"